# Börje Dahlqvist
Börje Gunnar Dahlqvist, född 7 april 1929 i Borås, död 12 februari 2022, var en svensk journalist som bland annat var redaktionschef på Dagens Nyheter och verkställande direktör för Utbildningsradion.
Mellan 1947 och 1955 verkade han som journalist i Göteborg och Borås. Han blev filosofie magister vid Göteborgs universitet år 1955. Han arbetade vid Sveriges Radio år 1956. Åren 1957 - 1958 studerade han vid universitetet Harvard i USA. 
År 1958 anställdes han vid Dagens Nyheter, där han först var ledarskribent och senare (mellan 1963 och 1974) redaktionschef. Under hans tid på den posten växte redaktionen från 170 till 276 personer, samtidigt som redaktionen delades in i olika avdelningar med specialreportrar. När han lämnat posten som redaktionschef blev han år 1975 tidningens korrespondent i Paris.
Börje Dahlqvist blev år 1977 verkställande direktör för Utbildningsradion. Han blev Sveriges Televisions korrespondent i London år 1987. Mellan 1990 och 1995 arbetade han med Utbildningsradions och SVT:s Kanal 1:s Europaprojekt.
Börje Dahlqvist blev reservofficer 1952 och var år 1956 ordförande i studentkåren vid Göteborgs universitet. Mellan 1982 och 1985 var han ordförande i Publicistklubben.
Börje Dahlqvist har bland annat publicerat boken Bildning och utbildning. Utbildningsprogrammens långa historia.